# Juan Wilfredo Soto
Juan Wilfredo Soto García (Santa Clara, Cuba, 27 de abril de 1965-Santa Clara, Cuba, 8 de mayo de 2011) fue un disidente cubano. El activista de derechos humanos se hizo conocido internacionalmente debido a las circunstancias políticamente controvertidas de su muerte.

## Disidencia
Soto era miembro del grupo opositor prohibido “Foro Antitotalitario Unido” (FANTU) en su ciudad natal de Santa Clara y era jefe de la Comisión de Atención a Presos Políticos de la “Coalición Central Opositora” del Centro de la provincia de Villa Clara. Se ganó el apodo de El Estudiante porque fue arrestado por primera vez por actividades de oposición cuando era estudiante de secundaria a la edad de 17 años. Como había perdido su trabajo como albañil debido a su actividad política, se dice que ganaba dinero principalmente mediante ventas ocasionales, preferiblemente en la zona del Parque Vidal, en el centro de la ciudad. Fue en gran parte desconocido fuera de Santa Clara hasta su muerte. Los Órganos de Seguridad del Estado lo arrestaron temporalmente en varias ocasiones, entre ellas: en abril de 2009, cuando él y otros dos miembros de la oposición quisieron visitar en su departamento al disidente en huelga de hambre Jorge Luis García Pérez. En la primera mitad de 2010, fue uno de los partidarios más cercanos de su destacado colega de grupo y amigo Guillermo Fariñas, mientras realizaba una huelga de hambre para protestar por el continuo encarcelamiento de decenas de presos políticos. En relación con su abierto apoyo a Fariñas, Soto dijo que fue amenazado masivamente por agentes de los Órganos de Seguridad del Estado. Para hacer públicas estas amenazas, recurrió a la emisora  Radio y Televisión Martí en Miami, que transmitió su mensaje telefónico de protesta en julio de 2010. En él, Soto afirmó que un empleado del servicio de seguridad del Estado le había dicho que tendría que pagar un alto precio por su apoyo a Fariñas. Si algo le sucediera, Soto culparía al gobierno cubano de su suerte.
Juan Wilfredo Soto padecía varias enfermedades crónicas, entre ellas hiperuricemia y gota, insuficiencia miocárdica, hipertensión severa, hipertensión pulmonar leve y diabetes. En enero de 2011, Guillermo Fariñas informó sobre la huelga de hambre de Soto después de que se le negara un medicamento que necesitaba en un hospital con las palabras de que sólo se le daría a cambio de moneda fuerte o a verdaderos "revolucionarios". En abril de 2011, Soto y Fariñas fueron detenidos durante un día y luego puestos bajo arresto domiciliario después de que acudieron a la unidad de seguridad del Estado correspondiente e insistieron en no salir hasta que fueran arrestados por información que unas horas antes sería dada a sus amigos.

## Muerte
La mañana del 5 de mayo de 2011, Soto se encontraba en el Parque Leoncio Vidal en el centro de Santa Clara, donde fue detenido por agentes policiales por presunta alteración del orden público, se lo llevaron en un patrullero y lo retuvieron por unas horas en la comisaría cercana. y luego liberado. Luego acudió con fuertes dolores al hospital, donde fue examinado y dado de alta antes de que su estado empeorara y a la mañana siguiente fue trasladado por familiares al Hospital Arnaldo Millián Castro, donde falleció la noche del 7 de septiembre. Hay informes contradictorios de los confidentes del fallecido y de las autoridades cubanas sobre las circunstancias y acontecimientos exactos de los últimos días de la vida de Soto. El tema central son las golpizas propinadas por agentes de policía citadas por figuras de la oposición como causa de muerte, que el gobierno cubano rechaza como ficticias y condena como parte de una campaña dirigida contra Cuba.
Los primeros informes de fuertes golpes con porras (del tipo ' Tonfa ') por parte de la policía contra Soto llegaron el 5 de mayo, cuando todavía no parecían poner en peligro su vida, pero aparecieron a la oposición como un ejemplo periodístico del trato dado por el régimen a críticos pacíficos en violación de los derechos humanos. Poco después del incidente en cuestión, el sacerdote bautista Mario Félix Lleonart, quien era amigo de Soto y quien lo había encontrado camino al hospital con un familiar, envió un mensaje desde su celular a través de Twitter en el que denunciaba la violencia policial contra Soto, de cuyas dolorosas consecuencias acababa de informarle.

### Reacciones a la muerte de Soto
Sin embargo, una respuesta importante sólo llegó después de la muerte del disidente, cuando varias figuras prominentes de la oposición cubana se dirigieron al público internacional con informes que señalaban la conexión entre el incidente del jueves y la muerte del domingo por la noche. Un multiplicador clave fue el confidente cercano de Soto, Guillermo Fariñas, quien, según sus propias declaraciones, habló con Soto por teléfono mientras aún estaba en el hospital y habló con numerosos testigos y luego informó a varias agencias de noticias. Una patrulla policial le pidió a Soto que abandonara el parque sin motivo alguno. Al negarse, lo esposaron y comenzó a gritar consignas de protesta contra el gobierno. Luego la policía lo golpeó brutalmente: primero en las piernas, luego cayó de rodillas y también de espaldas. Un médico del hospital confió que probablemente el páncreas de Soto resultó dañado por la paliza. Los miembros de FANTU informaron que Soto les había dado los nombres de los dos agentes de seguridad del Estado presentes en el parque bajo cuyas órdenes se habían llevado a cabo los golpes en su contra. Fariñas ya señaló el día de su muerte que el presidente Raúl Castro tenía parte de culpa en la muerte de Soto, ya que no sólo no impidió el uso de la violencia contra los opositores que se manifestaban públicamente, sino que incluso lo aprobó, como también lo fue. Tal fue el caso unas semanas antes en su discurso ante el Partido Comunista de Cuba, cuando declaró que la “defensa de la revolución” en las plazas y calles “sigue siendo el deber supremo de todos los revolucionarios patrióticos”.
Fuentes cercanas al gobierno inmediatamente contradijeron el relato de las circunstancias de la muerte de Soto: murió de una inflamación aguda del páncreas sin recibir ningún golpe. Si bien inicialmente se afirmó para justificar la acción policial que una “acción de protesta” había sido llevada a cabo por su “grupo contrarrevolucionario” en el parque, esto no se repitió posteriormente ni se nombró a otros participantes como prueba. Ninguna fuente documenta tampoco una “lucha cuerpo a cuerpo”, según la cual el corresponsal de Neues Deutschland fue el motivo de la detención.
Sin embargo, las numerosas informaciones críticas de los medios de comunicación provocaron, entre otras cosas, Los gobiernos extranjeros también hicieron declaraciones oficiales, por ejemplo, en Alemania, el ministro de Estado del Ministerio de Asuntos Exteriores, Werner Hoyer, exigió que el gobierno cubano esclarezca la muerte. En un artículo publicado más tarde en el sitio web estatal Cubadebate, Alemania fue duramente atacada por este llamado y descrita como un “aliado de la OTAN incondicionalmente subordinado” a los Estados Unidos que permitiría ser utilizada en un “guerra mediática” contra Cuba basada en mentiras. La Alta Representante de la Unión Europea para Política Exterior, Catherine Ashton, también pidió a Cuba que esclarezca el caso en una declaración ante el Parlamento Europeo. Demandas similares provinieron de diferentes campos políticos y de organizaciones de derechos humanos como Amnistía Internacional. 

#### Ofensiva mediática del gobierno cubano
Ante el gran interés mediático, el gobierno de La Habana se vio obligado a emitir un comunicado oficial el 10 de mayo en el que rechazaba las acusaciones como una campaña de mentiras destinada a "socavar la reputación internacional y la fuerza moral de la revolución", los fallecidos como autores de actos de violencia legalmente condenados y el movimiento de oposición fue retratado en general como mercenarios. Los exámenes patológicos en el hospital indicaron una “muerte natural”. Esta posición fue difundida por los canales de medios estatales, incluidos blogs progubernamentales, y posteriormente informada por muchas agencias y medios de comunicación internacionales. La televisión estatal cubana mostró extractos de entrevistas con una de las hermanas de Soto, una sobrina y su prometido, así como declaraciones de un médico del hospital y de un vendedor de flores en el parque de la ciudad, que contradecían las declaraciones del fallecido y sus amigos y También se repitieron en los periódicos estatales.

#### Más reacciones cubanas e internacionales
Guillermo Fariñas y otros disidentes, por su parte, pidieron una “investigación pública y transparente realizada por expertos de renombre internacional que no están bajo contrato con el gobierno cubano”.  Aunque hubo primeros informes sobre el suicidio de un policía posiblemente involucrado en el caso Soto el 12 de mayo, estos recién se concretaron el 17 de mayo: el policía ya se había suicidado el día de la muerte de Soto, Alexis Herrera recibió un disparo en la cabeza luego de ser citado a dos reuniones de la cúpula policial el mismo día sobre la muerte de Soto. Según la oposición en Santa Clara, Soto condujo desde el parque hasta la comisaría en la patrulla de Herrera. No hubo ningún comentario oficial sobre el suicidio del policía, ni tampoco ninguna explicación sobre el hecho de que tres días antes de su muerte, Soto se hubiera quejado de la golpiza policial que había recibido recientemente a dos testigos, uno de los cuales inmediatamente difundió la noticia en Twitter.
Como resultado, surgieron numerosas declaraciones de nuevos testigos que no coincidían con la versión oficial: por ejemplo, una vecina de Soto, que estaba en el hospital al mismo tiempo que Soto para cuidar a su hijo, dijo frente a un video en movimiento. La cámara que Soto estaba allí con ella le contó a su sobrina y a su prometida sobre las golpizas policiales como detonante de sus agudas denuncias, por lo que ambos no dijeron la verdad a los medios gubernamentales. Dos de los amigos de Soto que lo visitaron en el hospital también confirmaron que Soto les había contado sobre la golpiza que sufrió. Guillermo Fariñas pidió a las autoridades que publicaran las imágenes de video de las cámaras de seguridad que monitoreaban el parque de la ciudad para que se documentaran las circunstancias del arresto de Soto.
En vista de las contradicciones no resueltas, Amnistía Internacional lanzó una campaña el 19 de mayo de 2011 pidiendo a los médicos y otros profesionales de la salud de todo el mundo que se pusieran en contacto con el gobierno cubano antes del 6 de julio y solicitaran una respuesta independiente e imparcial que cumpliera con los estándares internacionales para exigir una investigación sobre las circunstancias de la muerte de Soto. La asociación de escritores PEN Club Internacional incluyó el caso Soto en su resolución sobre Cuba en la reunión de sus delegados en Belgrado en septiembre de 2011, expresando "conmoción" por el aumento observado de las medidas represivas por parte de la policía, incluido el uso de palizas contra disidentes. La organización de derechos humanos Freedom House documentó el caso en el capítulo Cuba de su informe anual sobre el estado de los derechos humanos en el mundo.

#### Huelgas de hambre de Jorge Luis Artiles y Guillermo Fariñas
Del 9 de mayo al 3 de junio de 2011, el expreso político Jorge Luis Artiles Montiel estuvo en huelga de hambre exigiendo una investigación independiente sobre la muerte de Wilfredo Soto y el fin de la violencia contra personas pacíficas. La oposición lo pidió, pero tuvo que suspenderlo por problemas personales. La protesta de Artiles había pasado en gran medida desapercibida a nivel internacional. Inmediatamente después del final de la acción de Artiles, Guillermo Fariñas inició una huelga de hambre con las mismas demandas, que fue seguida de cerca en el país y en el extranjero, que finalmente puso fin después de una semana, el 10 de junio de 2011. Dijo que lo hacía para evitar que otros ex-presos políticos se unieran a su campaña en contra de su voluntad, de la que no quería ser responsable.
Los 12 presos políticos liberados más recientemente del grupo de 75 condenados en la Primavera Negra de Cuba de 2003 que permanecieron en Cuba firmaron el 4 de junio la llamada “Declaración de Roque”, que entregaron al Ministerio de Justicia el 6 de junio. En él, exigen una investigación independiente sobre las circunstancias de la muerte de Soto por parte de expertos internacionales y el fin de las medidas violentas contra activistas pacíficos por la democracia y responsabiliza al presidente Raúl Castro por la posible muerte de Guillermo Fariñas. La muerte de Juan Wilfredo Soto sigue sin esclarecerse.